# Анто-Рус

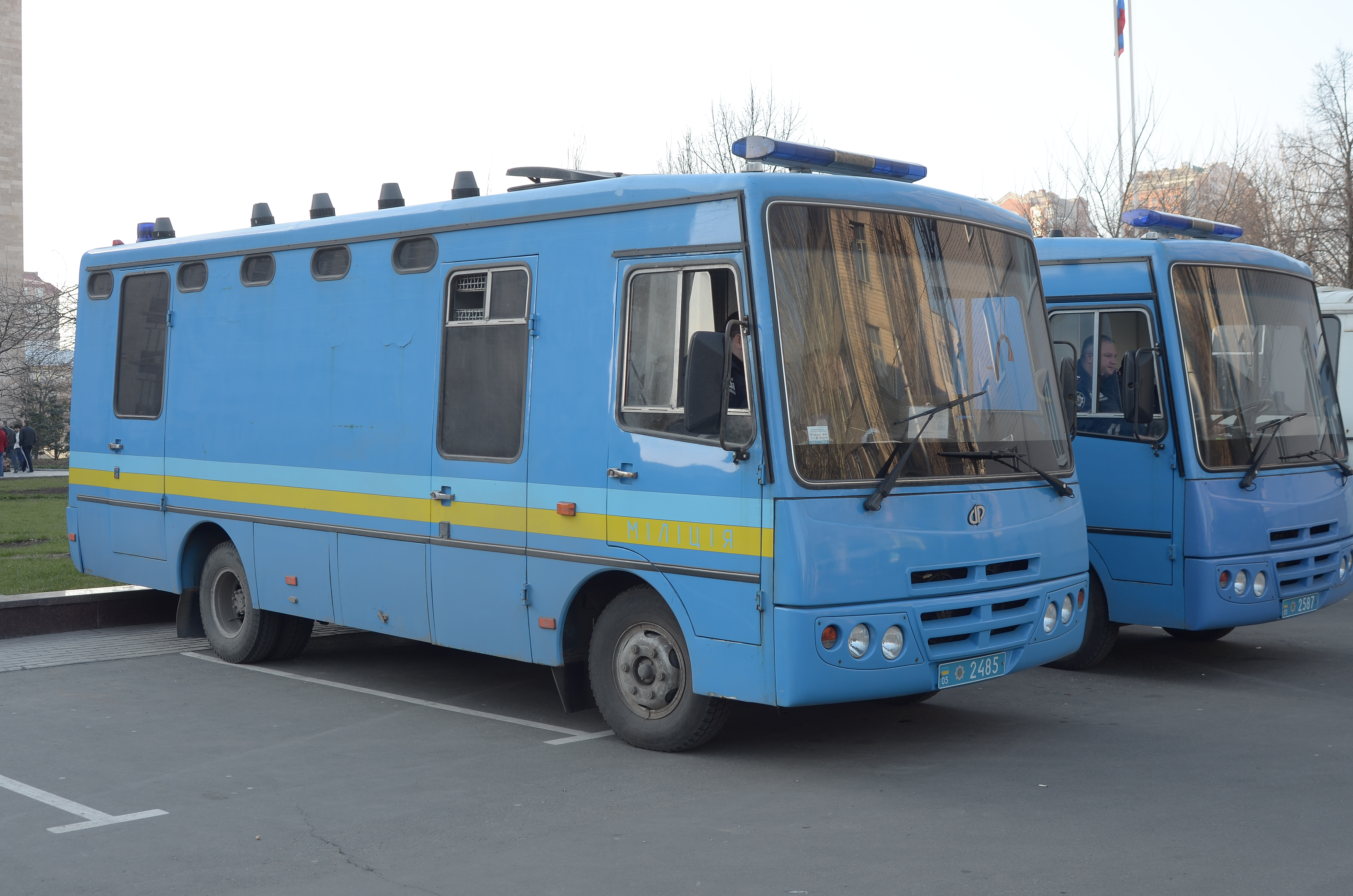
Спеціальні автобуси ХАЗ-3250 у виконанні для МВС, 2014 р.

ТОВ «Херсонський автоскладальний завод „Анто-Рус“» («Анто-Рус») — українське підприємство, виробник автобусів. Розташоване в місті Херсоні.

## Історія
Історія заводу «Анто-Рус» бере свій початок з 2001 року.
- 7 лютого 2001 — підписана угода про співпрацю з ВАТ «АВТОВАЗ»
- 18 липня 2001 — урочисте відкриття заводу «Анто-Рус», з випуском першого автомобіля ВАЗ-2106.
- Листопад 2002 — почалось складання нової серії автомобілів ВАЗ-21043 і ВАЗ-21070.
- Квітень 2003 — урочистий запуск нової серії автомобілів ВАЗ-21093 і ВАЗ-21099.
- 18 липня 2003 — з конвеєра заводу зійшов 3500-й автомобіль (моделі ВАЗ-21099).
- Кінець 2003 — створений науково-технічний центр «Анто-Рус», який почав розробку і впровадження у виробництво автобусів малого класу на базі шасі ЗІЛ.
- 25 березня 2004 — завод «Анто-Рус» випустив перший автобус малого класу ХАЗ 3230.01 «Скіф».
- Травень 2004 — дебют нових автобусів малого класу приміського і міського призначення на 12 Київському автосалоні «SIA 2004».
- 10 вересня 2004 — вийшла перша партія автобусів серійного виробництва.
- Травень 2005 — на 13 Київському автосалоні «SIA 2005» завод «Анто-Рус» представив принципово новий безкапотний автобус ХАЗ 3250.01 «Антон», розроблений на базі шасі Ніссан-Дон-Фен.
- Жовтень 2005 — завод «Анто-Рус» одержав сертифікат системи управління якістю на виробництво автобусів і автомобілів.
- Січень 2006 — почато серійне виробництво автобусів «Антон».
- У 2009 було виготовлено 15 автобусів, в 2010 — 66 автобусів.
- За січень — березень 2011 завод виготовив 83 автобуси, причому в лютому автобуси не вироблялися, а в березні виготовили 17 автобусів.
- 18 серпня 2011 — було укладено угоду з МВС про поставку 10 автозаків на базі автобусів моделі 3250. Міністерство освіти також замовило 96 шкільних автобусів, але завод не поставив жодного автобуса і договір було розірвано.
- У 2011 році корпорацією DONGFENG було прийнято рішення про відкриття на базі дилера компанії Херсонського автомобілебудівного заводу АнтоРус представництва в Україні.
- За 2012 рік виготовлено 1 автобус, виробництво припинено, а сама компанія оголосила про банкрутство.
- У 2014 році корпорацією DONGFENG було прийнято рішення про покупку всіх активів компанії АнтоРус.
- Січень 2015 — проведений ребрендинг заводу АнтоРус в ДонгФенг-УКРАЇНА (DONGFENG-UKRAINE).

Станом 2015 рік на потужностях компанії відбувалося великовузлове складання малогабаритних автобусів, вантажних автомобілів, тракторів та легкових автомобілів під торговельною маркою DONGFENG (DFM)
| Роки випуску                  | 2007 | 2008 | 2009 | 2010 | 2011 | 2012 | 2013 |
| ----------------------------- | ---- | ---- | ---- | ---- | ---- | ---- | ---- |
| Кількість випущених автобусів | 138  | 50   | 15   | 66   | 84   | 1    | 0    |